# Lizy-sur-Ourcq
Lizy-sur-Ourcq je francouzská obec v departementu Seine-et-Marne v regionu Île-de-France. V roce 2011 zde žilo 3 621 obyvatel.

## Sousední obce
Congis-sur-Thérouanne, Mary-sur-Marne, May-en-Multien, Ocquerre, Le Plessis-Placy

## Vývoj počtu obyvatel
Počet obyvatel 